# Tour du Morbihan Juniors
Le Tour du Morbihan Juniors est une course cycliste française qui se déroule au mois de septembre vers la localité d'Hennebont, dans le département du Morbihan. Cette compétition bretonne fut créée en 1988 à l'initiative d'Ange Roussel, mais aussi d'Yves Le Terrien, un ancien président du club organisateur,. Comme son nom l'indique, elle est disputée par des juniors (moins de 19 ans). 
L'édition 1990 se tient sur deux étapes : une course en ligne et un contre-la-montre. Des cyclistes réputés comme Romain Feillu, Johan Le Bon, Warren Barguil, Dorian Godon ou Axel Laurance sont montés sur le podium de cette épreuve avant de passer dans les rangs professionnels. 

## Palmarès
| Année | Vainqueur                     | Deuxième                      | Troisième                     |
| ----- | ----------------------------- | ----------------------------- | ----------------------------- |
| 1988  | Philippe Le Barbier           | William Miloux                | Jean-François Guérin          |
| 1989  | Sam Roses                     | Stéphane Botherel             | David Boyat                   |
| 1991  | Régis Lemeur                  | David Derian                  | Ronan Drumel                  |
| 1992  | pas organisé                  | pas organisé                  | pas organisé                  |
| 1993  | Ludovic Martin                | Gabriel Le Guennec            | Fabrice Launay                |
| 1994  | Ludovic Martin                | Ludovic Vaugrenard            | Ludovic Barreau               |
| 1995  | Guillaume Le Franc            | Yannick Jéhanno               | Éric Burel                    |
| 1996  | Yannick Jéhanno               | Jean-Marc Le Buran            | Frédéric Brien                |
| 1997  | Franck Gilbert                | Ludovic Le Guilly             | Frédéric Guymard              |
| 1998  | Pierre Le Nahennec            | Jean-Marie Poulain            | Frédéric Nédélec              |
| 1999  | Vincent Chauvin               | Iwan Le Dors                  | Franck Haloche                |
| 2000  | Arnaud Le Lay                 | Joseph Lemoine                | Lloyd Mondory                 |
| 2001  | Mathieu Allain                | Samuel Boudard                | Arnaud Gérard                 |
| 2002  | Nicolas Le Bras               | Jean-Marc Bideau              | Romain Feillu                 |
| 2003  | Matthieu Rompion              | Rudy Lesschaeve               | Yannick Simon                 |
| 2004  | Kévin Cherruault              | Yann Guyot                    | Tony Hurel                    |
| 2005  | Jean-Vincent Tanguy           | Cyril Gautier                 | Clément Calado                |
| 2006  | Romain Cherruault             | Jochen Engelen                | Nicolas David                 |
| 2007  | Benoît Jarrier                | Corentin Maugé                | Nicolas Vaillant              |
| 2008  | Johan Le Bon                  | Taruia Krainer                | Quentin Gougeon               |
| 2009  | Warren Barguil                | Romain Guyot                  | Mathieu Le Lavandier          |
| 2010  | Sam Spokes                    | Cédric Delaplace              | Geoffroy Thévenez             |
| 2011  | Geoffrey Millour              | Guillaume Thévenot            | Vadim Deslandes               |
| 2012  | Martin Bouédo                 | Alban Druguet                 | Thibault Nuns                 |
| 2013  | Rayane Bouhanni               | Dorian Godon                  | Pierre Idjouadiene            |
| 2014  | Jules Rolland                 | Jules Roueil                  | Jacob Relaes                  |
| 2015  | Fabien Rondeau                | Ewen Henrio                   | Maël Guégan                   |
| 2016  | Valentin Ferron               | Maël Guégan                   | Axel Mariault                 |
| 2017  | Victor Guernalec              | Brendan Le Cam                | Erwann Guenneugues            |
| 2018  | Axel Laurance                 | Nathan Vandepitte             | Raphaël Da Costa Barros       |
| 2019  | Axel Laurance                 | Kévin Monlezun                | Tom Aguillon                  |
| 2020  | annulé (pandémie de Covid-19) | annulé (pandémie de Covid-19) | annulé (pandémie de Covid-19) |
| 2021  | Max Delarue                   | Gaëlig Glon                   | Swann Gloux                   |
| 2022  | Maximilian Cushway            | Jack Reed                     | Basile Delalande              |
| 2023  | Mattéo Viardot                | Loris Mahoudo                 | Maël Jouanolle                |
| 2024  | Lenny Cren                    | Dorian Piquet                 | Maxime Vézie                  |